# Hirth HM 515
Der Hirth HM 515 war ein für die allgemeine Luftfahrt bestimmter Kolbenflugmotor des deutschen Herstellers Hirth. 

## Entwicklung
Der 1938 vorgestellte Vierzylinder-Ottomotor mit OHV-Ventilsteuerung wurde ab 1940 nach erfolgter Musterprüfung nur in kleiner Stückzahl gefertigt, weil wegen des Krieges kein Bedarf mehr an derart schwach motorisierten Flugzeugen bestand. Verwendung hätte er in den sogenannten Volksflugzeugen wie Bücker Bü 180, Fieseler Fi 253 Spatz, Haller Ha 22 und 23, Klemm Kl 105, Pause Mücke, Siebel Si 202 oder Gotha Go 150 finden können.
Der erste Motor wurde in einer Siebel Si 202 Hummel langzeitig erprobt.

## Aufbau
Die konstruktive Gestaltung des Motors lässt seine Ableitung aus dem vorangegangenen Hirth HM 500 erkennen. Es handelte sich wie bei diesem um einen luftgekühlten Motor mit vier hängenden Zylindern. Die Luftschraube wurde ohne Getriebe direkt von der Kurbelwelle angetrieben. Am hinteren Ende des sonst einteiligen und völlig geschlossenen Kurbelgehäuses war der Geräteträger angeflanscht. Dort befand sich auch der Querstromvergaser des Typs Pallas MF 35, der den Motor mit Gemisch versorgte und eine zuschaltbare Vorwärmung hatte. Die mehrfach geteilte Kurbelwelle, die im Kurbelgehäuse zusammengebaut wurde, erlaubte die Verwendung von Wälzlagern anstelle der sonst üblichen Gleitlager, was ebenso für die ungeteilten Pleuel galt. Lediglich die Kolbenbolzen hatten Gleitlager. Die Kolben waren durch jeweils zwei Kompressionsringe und einen Ölabstreifring abgedichtet. Die eng verrippten Zylinder aus Sondergrauguss wurden zusammen mit den aus einer Leichtmetall-Legierung bestehenden Zylinderköpfen durch je vier Zuganker mit dem Kurbelgehäuse verbunden. Die im Gehäuse gelagerte Nockenwelle betätigte über Stößel, Stoßstangen und Kipphebel die hängenden Ventile, je eines für Ein- und Auslass. Deren Ruhesitz dienten einfache Schraubenfedern als Ventilfedern. Für die Trockensumpfschmierung waren 3,5 Liter Schmiermittel vorhanden, die von je einer Druck- und Rückförderpumpe umgewälzt wurden. Der Ölbehälter war ein Bestandteil des Geräteträgers. Der HM 515 konnte mit einer einfachen oder einer doppelten Bosch-Magnetzündanlage betrieben werden, die pro Zylinder jedoch nur auf eine Zündkerze wirkten. Der Zündzeitpunkt wurde von Hand verstellt. Gestartet wurde der Motor mit Hilfe einer einsteckbaren Kurbel.

## Technische Daten
- Startleistung: 65 PS (48 kW) bei 2100 min−1
- Reiseleistung: 55 PS (40,5 kW) bei 1990 min−1
- Spezifischer Verbrauch: 205 g/PSh (278,5 g/kWh)
- Hubraum: 2,98 l
- Hub: 105 mm
- Bohrung: 95 mm
- Verdichtung: 6,2:1
- Länge: 976 mm
- Breite: 334 mm
- Höhe: 570 mm
- Einbaugewicht: 74 kg
- Zündfolge: 1 – 3 – 4 – 2